# Horánszky utca 16.
A Horánszky utca 16. alatti lakóház (néhol Emich-palota) eredetileg is bérháznak épült a 19. század legvégén Budapest VIII. kerületében. Elkerülték mind a háborús pusztítások, mind a durva  „felújítások”, így a sors által megkímélt kovácsoltvas elemek, fafaragások és egyéb díszek a 21. század elején is jelzik az épület eredeti pompáját, igaz, a tatarozás elmaradása miatt mára már erősen leromlott állapotban.

## Története
Az épületet a kevéssé ismert Novák Ferenc tervezte ifjabb Emich Gusztáv, az Athenaeum Irodalmi és Nyomdai Rt. tulajdonosának megbízásából 1896-ban a mai Horánszky utcában, amit akkoriban Zerge utcának hívtak.

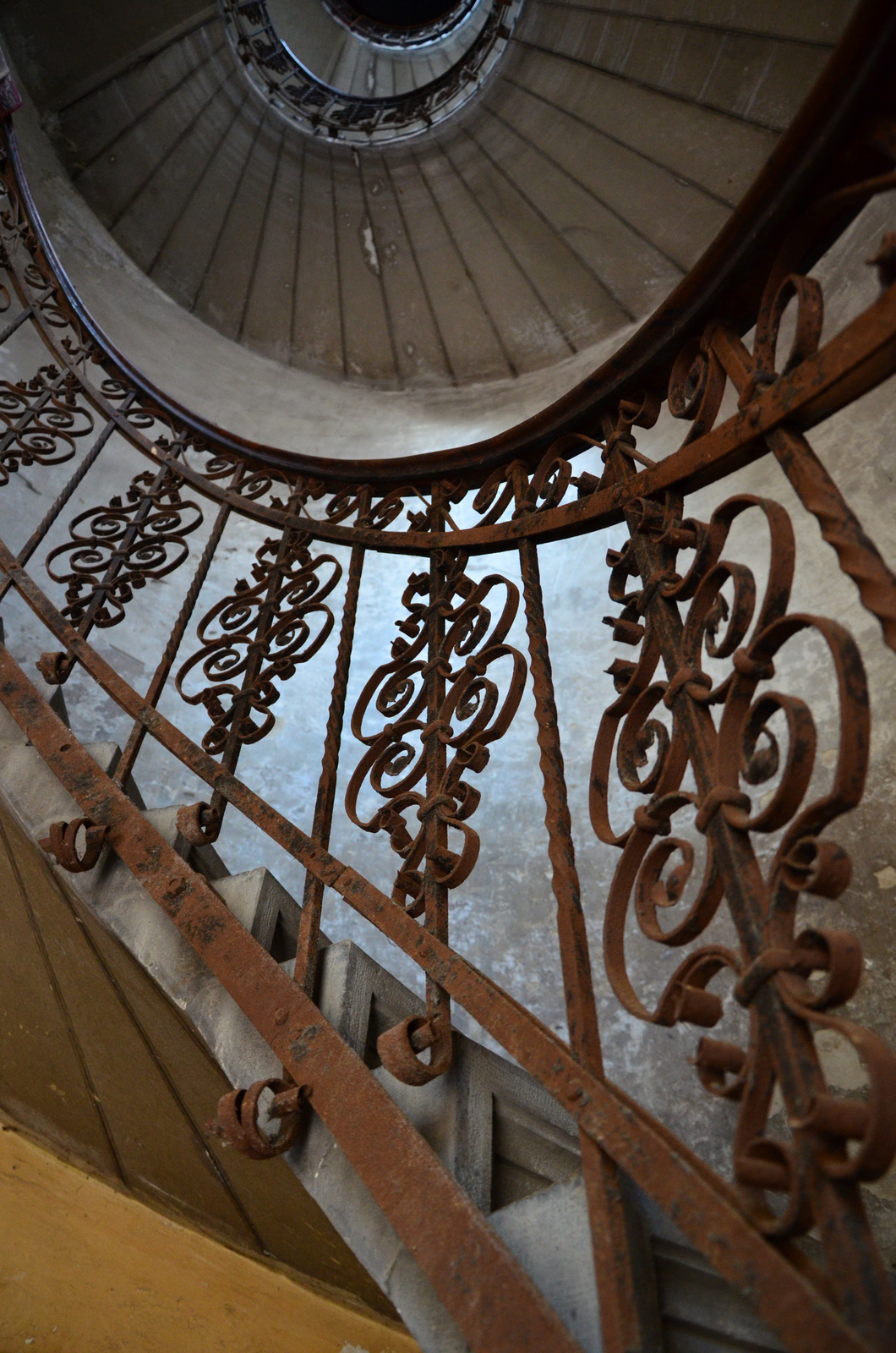
A megkopott lépcsőház

Az U alakú épület eredetileg is bérháznak készült, így Emich sohasem lakott benne. Az utcafronti lakások a tehetősebbeknek, míg a többi a kevésbé jómódúaknak lettek kialakítva. A bejárat díszes kovácsoltvas kapu, ami a szintén elegáns kialakítású, a kapualjhoz boltozattal fedett térrel kapcsolódó lépcsőházba vezet.
A lépcsőházba hatalmas ablakon jut be a fény, igaz az eredeti ólomablakokból nem sok maradt. A kovácsolt vas korlátot gondosan kimunkált oroszlánfejek zárják le, a lépcsőkön pedig máig fellelhetők itt-ott a hajdani szőnyegtartók elemei is; a vakolat eredeti, igaz erősen mállik. Az első emeleti lakásbejáratot a főúri világ fényűzését felidéző, az egész falszakaszt beborító, míves faburkolat keretezi, amely fölött maratott üveg felülvilágító látható. Az ajtókilincsek hasonló gondossággal lettek kimunkálva.
A lépcsőház udvari falán díszes kovácsolt vas tábla látható, mely az építés évét (1896) örökíti meg.
A kapubejáróból az udvar felé máig megvan a hajdani kocsiszín hatalmas faajtaja. Az udvart U alakban öleli körbe az épület. Az ilyetén módon három szárnyra osztott ház udvari szárnyában kerültek kialakításra a fényűzőbb, utcai szárnyon lévő lakások konyhái, kamrái és a cselédszobái. Utóbbiak külön az udvarból nyíló cselédlépcsőn tudtak közlekedni, ami a korban a bérházaknál ritkaságnak számított; az ilyen helyeken szolgáló cselédek többnyire a konyhában egy kinyitható vaságyon aludtak és a lakáson keresztül közlekedtek. Ennek a lépcsőháznak szintén kovácsolt vas korlátja és terrazzo padlóburkolata van. Ez visz fel a padlásra is, mely régen a mosókonyha volt, de ma már üres. A harmadik szárnyban kettő, az előzőekhez mérten kevésbé reprezentatív lakást alakítottak ki.

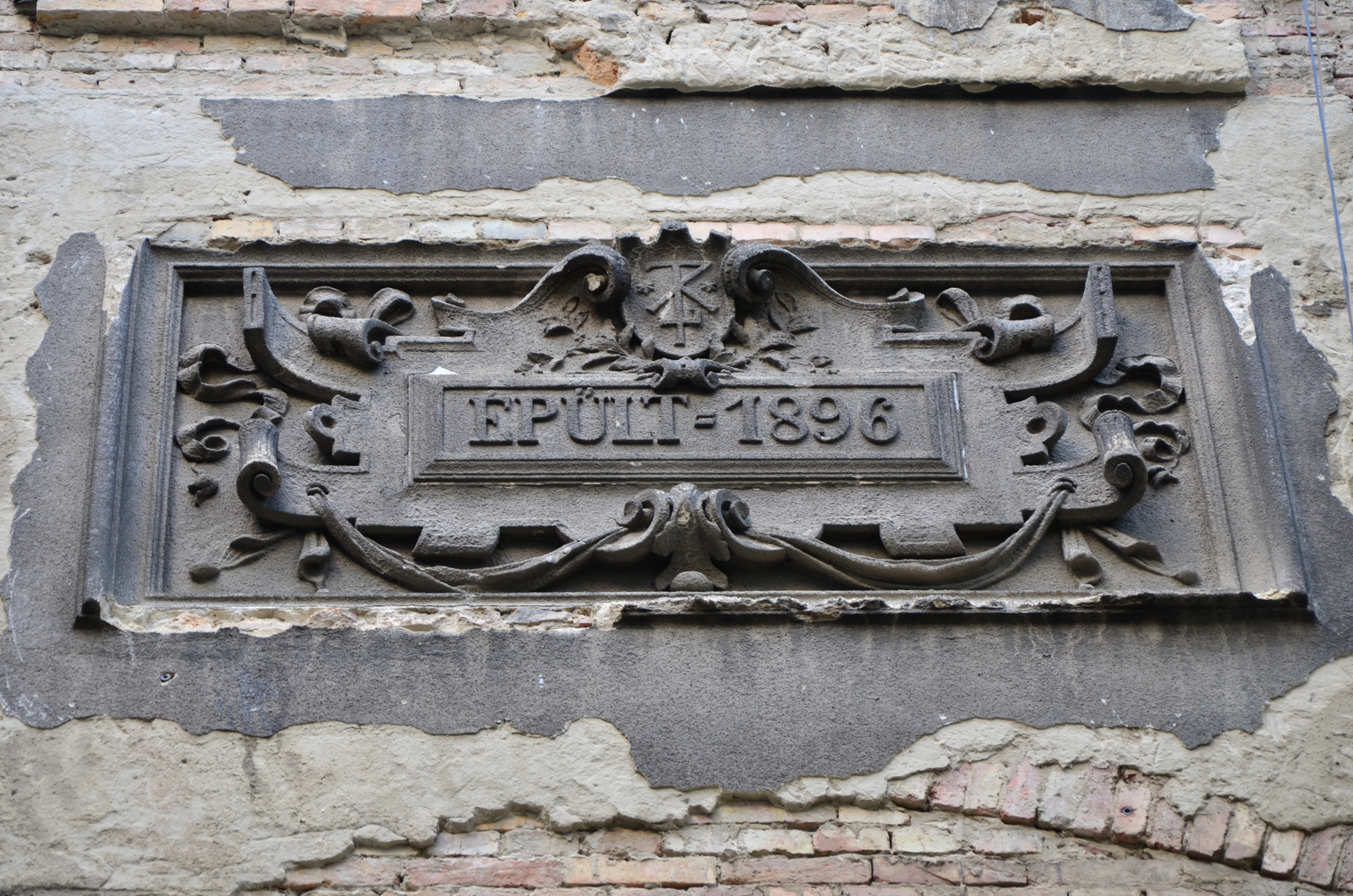
Az építés évét megörökítő dísztábla

A bérpalota Emrich halála után két évvel, 1913-ban Dessewffy Aurél országbíró tulajdonába került, aki fiának, Istvánnak adományozta. István az első világháború során eladta az európai hírű szülés-nőgyógyász, Dr. Scipiades Elemérnek. Scipiades a második világháborúban elhunyt, utána a háború végeztével ezt a épületet is államosították és az 1950-es években ide költöztették a Fővárosi Zeneiskola Szervezeti Központját. Később ők kiköltöztek, a lakásokat pedig feldarabolták és kiutalták; az épület máig teljesen önkormányzati tulajdonban van.
Mivel a belső homlokzat és a lépcsőházak a második világháború előtt voltak utoljára karban tartva, állaguk jelentősen leromlott; azóta is csak a külső homlokzatot tatarozták.